# Closer (canción de Tegan and Sara)
«Closer» es una canción interpretada por el dúo de cantantes canadienses Tegan and Sara. La canción fue escrita por el dúo junto a Greg Kurstin para su séptimo álbum de estudio, Heartthrob. La canción fue lanzada como el primer sencillo del álbum en septiembre de 2012. La canción también aparece en la serie de televisión Glee en su episodio # 82. La canción es una canción pop combinado con influencias de indie pop y synthpop. En 2013, alcanzó el número uno en Hot Dance Club Songs de Billboard y el número 13 en el Canadian Hot 100 y fue certificado con el disco de platino en Canadá. El 20 de abril de 2013, se lanzaron 3.600 copias en vinilo de las versiones remezcladas de Closer, incluidas cuatro pistas más que el EP digital editados exclusivamente para Record Store Day 2013.

## Letra y composición
Tegan habló del tema durante una entrevista con la revista Rolling Stone en septiembre de 2012, diciendo: «Lo que pretendía era escribir algo dulce que le recordara al oyente a una época anterior al sexo, las relaciones complicadas, y el drama. Estaba escribiendo sobre mi juventud. Una época donde nos acercábamos brazo con brazo caminando por los pasillos de la escuela, o hablábamos toda la noche en el teléfono sobre todas nuestras cosas. No necesariamente de aceptar nuestros sentimientos. De hecho, eso rara vez pasaba. La anticipación de que algo quizás podía suceder era emocionante y satisfactorio. Estas relaciones existían en un estado de ambigüedad tanto física como sexual».
La canción está compuesta en la tonalidad de do mayor, tiempo 4/4 con un tempo allegro de 140 BPM. Las voces de Tegan y de Sara alcanzan las notas desde G3 hasta C5.

## Recepción de la crítica
La canción recibió críticas positivas, con los críticos elogiando el nuevo rumbo pop de la banda. Consequence of Sound llamándolo "genius levels of fun", mientras Alter The Press lo comparó con la canción Dancing on My Own de Robyn.

## Video musical
El vídeo musical oficial de la canción fue dirigido por Isaac Rentz y se estrenó el 29 de noviembre de 2012 en el canal oficial de YouTube de Tegan and Sara. Se inicia con Tegan and Sara haciendo un karaoke de la canción. A continuación, se pueden ver a varios jóvenes que realizan actividades de la fiesta, como maquillarse, jugando al juego de la botella, y mucho más. Tegan and Sara también aparecen cantando en un columpio y saltando en un trampolín. Tegan afirmó en el video de que muestran detrás de las escenas que se habían cortado las escenas con los actores que atraviesan aspersores en trajes de baño.

## Lista de canciones

### Descarga digital
| N.º | Título   | Escritor(es)                        | Duración |  |
| 1.  | «Closer» | Tegan Quin, Sara Quin, Greg Kurstin | 3:29     |  |

### Digital remix EP
(Lanzado el 8 de marzo de 2013)
| N.º | Título                                       | Duración |  |
| 1.  | «Closer» (Sultan & Ned Shepard Remix)        | 5:53     |  |
| 2.  | «Closer» (Morgan Page's Talk Is Cheap Remix) | 3:30     |  |
| 3.  | «Closer» (Until the Ribbon Breaks Remix)     | 4:54     |  |
| 4.  | «Closer» (The Knocks Remix)                  | 4:34     |  |
| 5.  | «Closer» (Bradley Hale Remix)                | 4:30     |  |
| 6.  | «Closer» (Yeasayer Remix)                    | 3:44     |  |

### Vinyl remix EP
(Lanzado exclusivamente para Record Store Day 2013)
| N.º | Título                                       | Duración |  |
| 1.  | «Closer» (Sultan & Ned Shepard Remix)        | 5:53     |  |
| 2.  | «Closer» (Morgan Page's Talk Is Cheap Remix) | 3:30     |  |
| 3.  | «Closer» (Until the Ribbon Breaks Remix)     | 4:54     |  |
| 4.  | «Closer» (The Knocks Remix)                  | 4:34     |  |
| 5.  | «Closer» (Bradley Hale Remix)                | 4:30     |  |
| 6.  | «Closer» (Yeasayer Remix)                    | 3:44     |  |
| 7.  | «Closer» (WALLA Remix)                       | 5:48     |  |
| 8.  | «Closer» (Damian Taylor Remix)               | 3:30     |  |
| 9.  | «Closer» (Ted Gowans Remix)                  | 4:07     |  |
| 10. | «Closer» (C-ro & Sofa Remix)                 | 5:52     |  |

## Posicionamiento en listas y certificaciones
| Listas (2013)                         | Mejor posición |
| ------------------------------------- | -------------- |
| Canadá (Hot 100)                      | 13             |
| Estados Unidos (Hot 100)              | 90             |
| Estados Unidos (Hot Dance Club Songs) | 1              |
| Estados Unidos (Rock Songs)           | 16             |
| Estados Unidos (Alternative Songs)    | 30             |
| Estados Unidos (Adult Pop Songs)      | 30             |
| Rumania (Romanian Top 100)            | 62             |
| México (Tus 25)                       | 5              |

| País   | Organismo certificador | Certificación    | Ref.  |
| ------ | ---------------------- | ---------------- | ----- |
| Canadá | Music Canada           | Disco de Platino | [ 2 ] |

#### Sucesión en listas
| Anterior: «Hold Me» de Ono con Dave Audé | Hot Dance Club Songs — Sencillo Nro 1 4 de mayo de 2013 — 11 de mayo de 2013 | Siguiente: «I Need Your Love» de Calvin Harris con Ellie Goulding |